# Sandughasch Kenschibajewa
Sandughasch Kenschibajewa (kasachisch Сандугаш Кеншибажава, engl. Transkription Sandugash Kenzhibayeva; * 18. März 2005) ist eine kasachische Tennisspielerin.

## Karriere
Kenschibajewa spielt vorrangig auf der ITF Women’s World Tennis Tour, wo sie bisher sechs Titel im Doppel gewinnen konnte.
2022 erhielt sie im Februar zusammen mit ihrer Partnerin Aruschan Saghandyqowa eine Wildcard für das Hauptfeld im Doppel des mit 60.000 US-Dollar dotierten Forte 60 Women’s, wo die beiden aber bereits ihre Auftaktbegegnung gegen Berfu Cengiz und Jekaterina Albertowna Reingold mit 1:6 und 0:6 verloren. Im Juni qualifizierte sie sich für das Hauptfel des Juniorinneneinzels in Wimbledon, wo sie in der ersten Runde gegen Alexis Blokhina mit 4:6 und 4:6 verlor. Im Juniorinnendoppel verlor sie mit Partnerin Schanel Rüstemowa gegen Kayla Cross und Victoria Mboko mit 3:6 und 3:6. Im Juli erhielt sie sowohl für das Einzel als auch zusammen mit Sofja Tschursina für das Doppel des mit 60.000 US-Dollar dotierten President’s Cup eine Wildcard, die sie aber in beiden Wettbewerben nicht nutzen konnte und bereits jeweils in der ersten Runde verlor. Bei den US Open trat sie im Juniorinnendoppel mit Aruschan Saghandyqowa an. Die beiden verloren ihr Erstrundenmatch gegen Lucie Havlíčková und Diana Schneider mit 2:6 und 3:6.

## Turniersiege

### Doppel
| Nr. | Datum           | Turnier   | Kategorie | Belag             | Partnerin                | Finalgegnerinnen                             | Ergebnis         |
| --- | --------------- | --------- | --------- | ----------------- | ------------------------ | -------------------------------------------- | ---------------- |
| 1.  | 12. August 2023 | Öskemen   | ITF W15   | Hartplatz         | Assylschan Arystanbekowa | Aglaya Fedorova Jelisaweta Schebekina        | 6:4, 6:3         |
| 2.  | 20. April 2024  | Schymkent | ITF W15   | Sand              | Assylschan Arystanbekowa | Irene Lavino Haine Ogata                     | 6:4, 6:4         |
| 3.  | 11. Januar 2025 | Antalya   | ITF W15   | Sand              | İlay Yörük               | Mina Hodzic Marie Mettraux                   | 6:4, 5:7, [10:8] |
| 4.  | 18. Januar 2025 | Antalya   | ITF W15   | Sand              | Eliška Ticháčková        | Joëlle Steur Amelie Van Impe                 | 1:6, 6:1, [10:8] |
| 5.  | 25. Januar 2025 | Antalya   | ITF W15   | Sand              | Joëlle Steur             | Assylschan Arystanbekowa Darja Schadtschnewa | 3:6, 6:4, [10:2] |
| 6.  | 24. Mai 2025    | Ma’anshan | ITF W15   | Hartplatz (Halle) | Sofja Lansere            | Guo Meiqi Peangtarn Plipuech                 | 6:3, 3:6, [10:8] |